# جونا (بازیکن فوتبال)
جونا (انگلیسی: Jona؛ زادهٔ ۷ ژانویهٔ ۱۹۸۹) بازیکن فوتبال اهل اسپانیا است.
از باشگاه‌هایی که در آن بازی کرده‌است می‌توان به باشگاه فوتبال زامورا، باشگاه فوتبال آلباسته بالومپیه، باشگاه فوتبال ویتوریا گیماریش، باشگاه فوتبال دپورتیوو لاکرونیا، باشگاه فوتبال کادیس، و باشگاه فوتبال گرانادا اشاره کرد.
وی همچنین در تیم ملی فوتبال هندوراس بازی کرده‌است.